# ロビン・スコーンブロート
ロビン・スコーンブロート（Robin Schoonbrood 、1999年5月29日 - ）は、オランダ・ティルブルフ出身のプロサッカー選手。ローダJC所属。ポジションは、ミッドフィールダー。

## クラブ歴
2018年9月7日、エールステ・ディヴィジのヨングFCユトレヒト戦の61分にマルロン・フライとの交代出場でデビューを果たした。